# Camp Marcus W. Orr

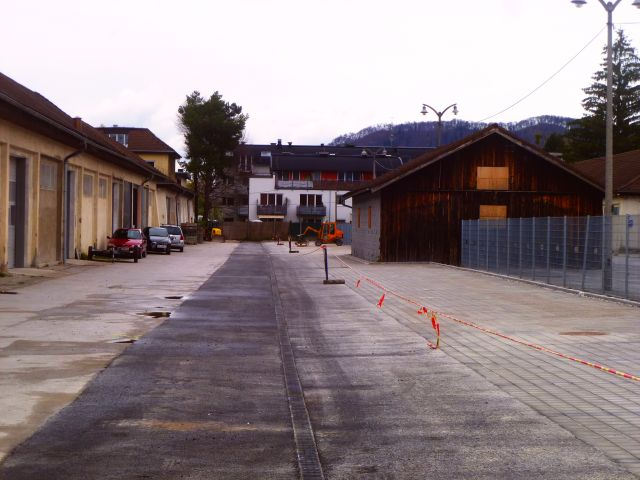
Campamento Glasenbach, estado de los cuarteles 2012, hoy demolidos

El campo Marcus W. Orr, también llamado engañosamente campo Glasenbach, fue un campo de internamiento austriaco establecido por el Ejército de los Estados Unidos. No se encontraba en Glasenbach, sino a la izquierda (al oeste) del río Salzach y al sur del centro de la ciudad y del barrio Alpensiedlung de Salzburgo, cerca de las actuales Ginzkeyplatz, Hans-Webersdorfer-Straße y Karl-Emminger-Straße.
El nombre de Marcus W. Orr se refiere al último soldado estadounidense de la "42ª División de Infantería Arco Iris" gravemente herido en la Segunda Guerra Mundial, que sufrió graves lesiones durante las operaciones de combate en Baviera y, en consecuencia, quedó confinado a una silla de ruedas. Tras la guerra, estudió historia en Yale y más tarde fue profesor en la Universidad Estatal de Memphis. Orr murió en 1990 en Memphis, Tennessee.

## Historia
El emplazamiento del posterior campo había sido adquirido por la Wehrmacht alemana al fisco estatal del Reich en diciembre de 1940. En 1941, se iniciaron las obras de construcción de alojamientos provisionales y de varias naves para vehículos de motor y para barcas de pioneros para el Batallón de Reemplazo de Infantería de Montaña 82. Sin embargo, debido al curso de la guerra, las obras se llevaron a cabo de forma muy limitada.
En otoño de 1945, el ejército estadounidense convirtió las instalaciones en el "Campo W. Marcus Orr" y reunió allí a reclusos de varios campos más pequeños de Alta Austria y del campo de las SS en Hallein (finales de 1946). Al principio, el campo también servía como una oficina de descarga de la de la Wehrmacht, donde se comprobaba el pasado nazi de los ex soldados alemanes. Según el "Reglamento de arresto automático", los miembros del NSDAP (por ejemplo, Franz Langoth, Heinrich Sequenz, Eduard Pernkopf, Walter Hellmich), así como los simpatizantes del régimen del NS, incluso sin ser miembros del NSDAP, debían ser encarcelados. Además de los soldados rasos, aquí se alojaron miembros destacados del nazismo (Albert Kesselring, Lothar Rendulic) y criminales de guerra (por ejemplo, Walter Reder, Franz Stangl, Anton Burger).
El campo albergaba entre 6.000 y 8.000 prisioneros, entre ellos hasta 500 mujeres. Unas 30.000 personas estuvieron encarceladas aquí hasta que fue disuelto y entregado a las autoridades austriacas en agosto de 1947. El número máximo de internos se alcanzó en enero de 1947 con 8.051 hombres y mujeres.
El general Dwight D. Eisenhower visitó el campamento el 15 de octubre de 1946.
A finales de 1946, la guardia americana fue sustituida por la gendarmería de Austria. Un acontecimiento muy conocido en la historia del campo fue el día de San José, 19 de marzo, de 1947, cuando, con motivo de un inminente traslado de prisioneros al campo de internamiento de Dachau para ser juzgados por los nazis, se produjo un motín con intercambio de disparos en el recinto VII. La gendarmería austriaca lo finalizó utilizando armas de fuego. Pero también hubo concesiones de gran alcance por parte del coronel Wooten. Como resultado, el antiguo SS-Sturmbannführer Felix Rinner fue nombrado director del campo, se suprimió la obligación de saludar, se retiraron parcialmente las alambradas y los prisioneros austriacos fueron sometidos a la legislación austriaca. También se impuso que el tiempo de internamiento se contabilizara para una posible condena de prisión. Además, se realizaban transportes de prisioneros desde Glasenbach y viajes de visita con escoltas estadounidenses.
A partir de la primavera de 1947, se produjo una entrega continua de prisioneros a las autoridades austriacas para su posterior procesamiento en virtud de la Ley de Prohibición o de Crímenes de Guerra (unas 400 personas) o para su liberación. El 5 de agosto de 1947, el campo de internamiento, que había sido abandonado oficialmente el 1 de agosto de 1947, fue entregado por el General de División Harry J. Collins al Ministro del Interior austriaco, Oskar Helmer, en una ceremonia. El 6 de enero de 1948, los últimos internos abandonaron el campo. Un grupo de 21 criminales de guerra, que todavía estaban bajo la supervisión de las autoridades estadounidenses, fueron trasladados al Tribunal Federal de Salzburgo. Pero no fue hasta el 9 de septiembre de 1953 cuando las fuerzas americanas estacionadas en Austria (USFA) desalojaron finalmente el campamento de Glasenbach, donde seguían alquilando una zona vallada para su almacenamiento desde finales de 1947. Después, el cuartel siguió sirviendo como campo de refugiados hasta la década de 1950.

## Vida en el campo de internamiento
El campo estaba dividido en varias subdivisiones, los llamados recintos, que estaban separados por alambradas con púas. Los recintos Ia y Ib estaban destinados a los criminales de guerra, el II y el III a los internos en general, el IV era un campo de castigo, el V era el campo de las personalidades, el VI estaba destinado a las mujeres y el VII era principalmente para los miembros de las SS. 
Desde el principio, los reclusos disponían de un servicio de órdenes (policía del campo). Los recintos también podían elegir libremente a sus líderes (líderes de barraca). A partir del rango de jefe de pelotón, se proporcionaban raciones adicionales. Las infracciones de la disciplina interna del campo se regularon internamente. Esto creó estructuras diametralmente opuestas a la idea de reeducación. Los esfuerzos de desnazificación tampoco se llevaron a cabo activamente, sino que se limitaron a entrevistas y a rellenar cuestionarios para filtrar a los más incriminados.
Al parecer, los internos ya estaban bien abastecidos en los momentos en que la población civil austriaca pasaba hambre: además de los campesinos de los alrededores, los familiares también llevaban al campo importantes cantidades de alimentos y bebidas alcohólicas. Esto provocó las protestas de la asociación del campo de concentración de Salzburgo. También había un contacto continuo entre los internos del campo y el mundo exterior. Además, el Cuerpo de Contrainteligencia de Estados Unidos (CIC) empleó a antiguos nazis como empleados civiles, lo que intensificó aún más el intercambio de cartas. También se produjeron intentos de fuga y fugas reales (por ejemplo, en 1947 por parte de Anton Burger, el comandante nazi del campo del gueto de Theresienstadt, con motivo de su inminente extradición a Checoslovaquia).
Se ofrecían variadas actividades de ocio: Había un coro formado por miembros del Salzburger Liedertafel (un coro de concierto tradicional fundado en 1847 en Salzburgo), se formó el gremio de canteros de Glasenbach, que era artísticamente activo, se proyectaban dos películas cada semana, se permitían conferencias, cursos y teatro.